# 柏耀平
柏耀平（1962年11月—），原名柏跃平，安徽省淮南市人，中国人民解放军海军少将。

## 生平
柏耀平原就读于淮南市第十五中学。1975年5月，中国人民解放军空军在该届毕业生中招收飞行学员，经体检、文化考试和智力测试，淮南市第十五中学仅有柏耀平在内的两人通过，另一名通过测试的同学最终放弃了。柏耀平于1980年7月5日穿上军装，离开淮南市前往东北进入中国人民解放军空军第一航空预备学校。1980年9月，进入中国人民解放军空军第八飞行学院学习。1982年9月，取得飞行专业大学专科学历，被分配到东海舰队航空兵六师十六团二大队，1983年时成为中国人民解放军海军航空兵最年轻的超音速飞行员之一，到1987年成为副连级飞行员，已飞行600小时，获三级飞行员证书，并且曾立二等功，成长为一名飞过四种机型，具有三种气象飞行能力的歼击机驾驶员。柏耀平飞行俯冲打靶命中率为71%，至1998年仍为东海舰队航空兵的最高纪录。1983年4月加入中国共产党。
1987年7月21日，柏耀平以总分第三名的成绩被中国人民解放军海军广州舰艇学院飞行员舰长班录取，从9月1日开始学习。1991年1月，柏耀平以全班总分第一的成绩毕业，获舰艇指挥专业本科学历和工学学士学位，30多门功课平均92分，获评“优秀学员”。1991年5月，柏耀平被分配到中国人民解放军海军东海舰队驱逐舰第六支队，历任安庆号导弹护卫舰见习副舰长、实习副舰长、副舰长兼舰务长、副舰长兼作战长。
1993年11月起，柏耀平历任铜陵号导弹护卫舰实习舰长、舰长。铜陵舰连续3年被支队评选为基层建设先进单位，立集体三等功。1995年10月14日，中央军委主席江泽民视察海军，登上铜陵号导弹护卫舰，10月15日，江泽民和中央军委其他领导一起乘舰驶临黄海，观看人民海军海上演习，柏耀平指挥铜陵号导弹护卫舰对空导弹双发齐射均命中目标，创造了中国人民解放军海军的纪录，获得江泽民的赞扬。1995年11月16日，经过一个星期严格的考评测试，柏耀平以率舰当年入列、当年形成战斗力的高效率，获全训合格舰长证书。1997年1月，柏耀平任海军驱逐舰第六支队护卫舰十五大队参谋长。1997年2月，东海舰队党委作出向柏耀平学习的决定。1998年1月，柏耀平立二等功。1998年7月，柏耀平以最高票当选为第九届中国十大杰出青年。1998年8月，海军党委作出向柏耀平学习的决定。柏耀平被誉为中国人民解放军海军第一代“上天能驾机、下海能操舰”的驱逐舰舰长。1998年12月，任合肥号导弹驱逐舰舰长。2000年9月，海军为柏耀平记一等功。2000年，到俄罗斯库兹涅佐夫海军学院学习。2001年7月，柏耀平升任东海舰队驱逐舰第三支队副支队长。2011年，出任中国人民解放军海军大连舰艇学院副院长。2016年，出任中国人民解放军北部战区海军副参谋长。截至2016年，柏耀平立一等功1次、二等功1次、三等功3次。2016年8月，担任中国海军第24批索马里护航编队（“哈尔滨”号导弹驱逐舰、“邯郸”号导弹护卫舰、“东平湖”号远洋补给舰）指挥官。
2017年1月20日，中国人民解放军海军在北京举行将官军衔晋升仪式，海军司令员沈金龙在晋衔仪式上宣读中央军委主席习近平签署的晋衔命令，晋衔仪式由海军政委苗华主持，田中、刘毅、丁海春、陈学斌、邱延鹏、杨世光、李玉杰、王建国出席。经中央军委批准，柏耀平（北部战区海军副参谋长）、郭宏伟（北部战区海军政治工作部副主任）、汪光鑫（海军旅顺基地政委），管柏林（东部战区海军副参谋长）、杨志亮（南部战区海军政治工作部副主任）、马庆雷（海军指挥学院副院长）、何清凤（海军指挥学院政治部主任）等7名军官由海军大校军衔晋升为海军少将军衔。（柏耀平、杨志亮因执行护航任务而未参加此次晋衔仪式。）2019年5月14日之前，柏耀平升任海军东海舰队副司令员。。2021年7月27日之前，柏耀平转任北海舰队副司令员。

## 家庭

### 夫人
- 吴洪，原任淮南市矿务局选煤厂幼儿园教师、副园长[1]

### 女儿
- 柏羽[1]，4月23日中国人民解放军海军节出生，毕业于海军工程大学[14]